# Annaberg-Buchholz
Annaberg-Buchholz – miasto powiatowe w Niemczech, w kraju związkowym Saksonia, w okręgu administracyjnym Chemnitz, siedziba powiatu Erzgebirgskreis (do 31 lipca 2008 stolica powiatu Annaberg).

## Geografia
Annaberg-Buchholz leży w paśmie gór Rudawy, na południe od miasta Chemnitz. Przez miasto przebiegają dwie drogi krajowe: B95 i B101.

## Historia

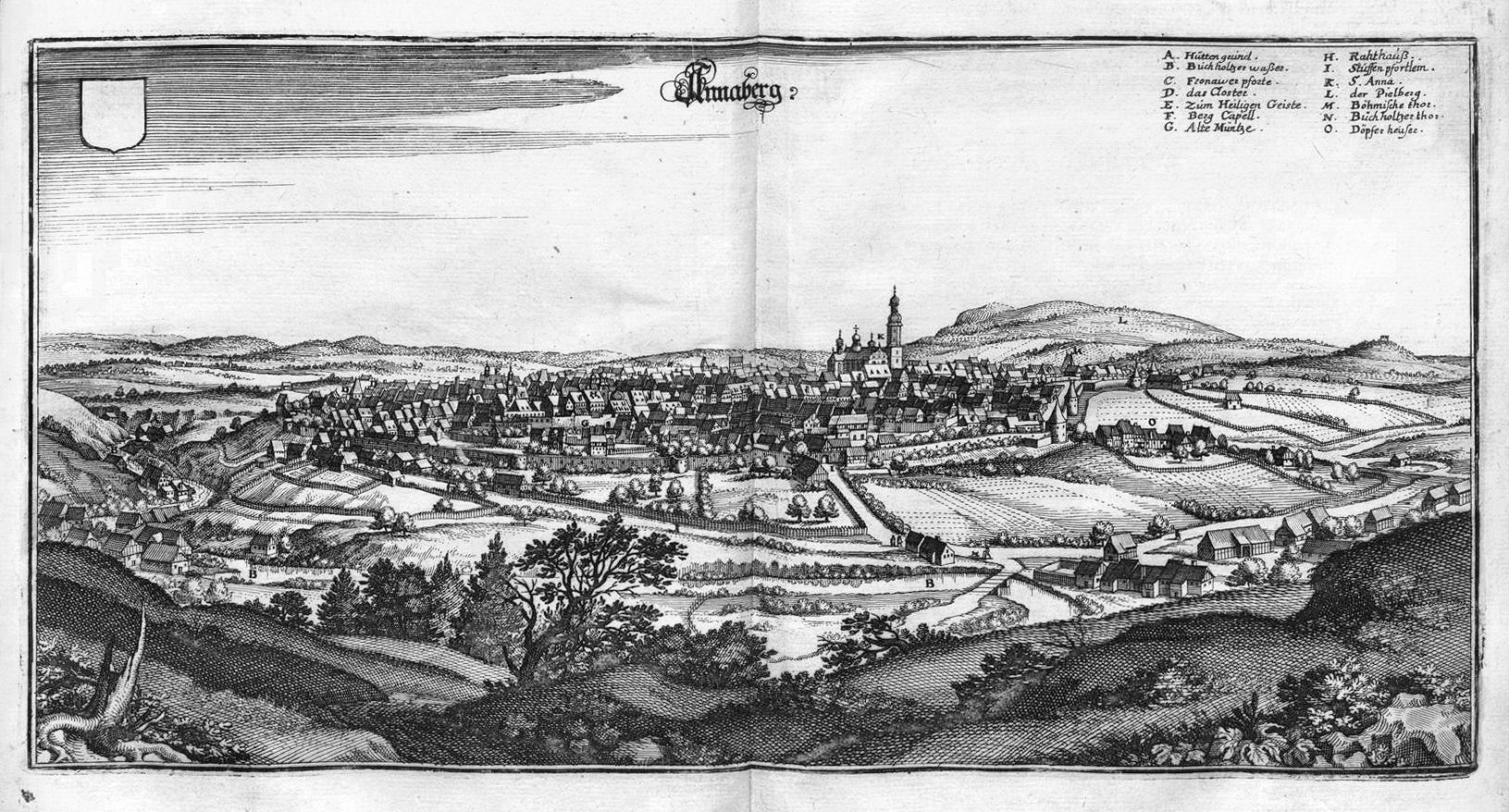
Annaberg w XVII wieku

W 1590 w Annabergu osiedlili się imigranci z hiszpańskich Niderlandów Południowych. Od 1806 pod panowaniem Królestwa Saksonii, połączonego w latach 1807–1815 unią personalną z Księstwem Warszawskim. Oba miasta znalazły się w granicach zjednoczonych Niemiec w 1871 roku.
Annaberg i Buchholz zostały połączone w jedno miasto w 1945 roku. Miasto w latach 1949–1990 stanowiło część NRD.

## Części miasta
- Annaberg
- Buchholz
- Cunersdorf
- Frohnau
- Geyersdorf
- Kleinrückerswalde

## Zabytki

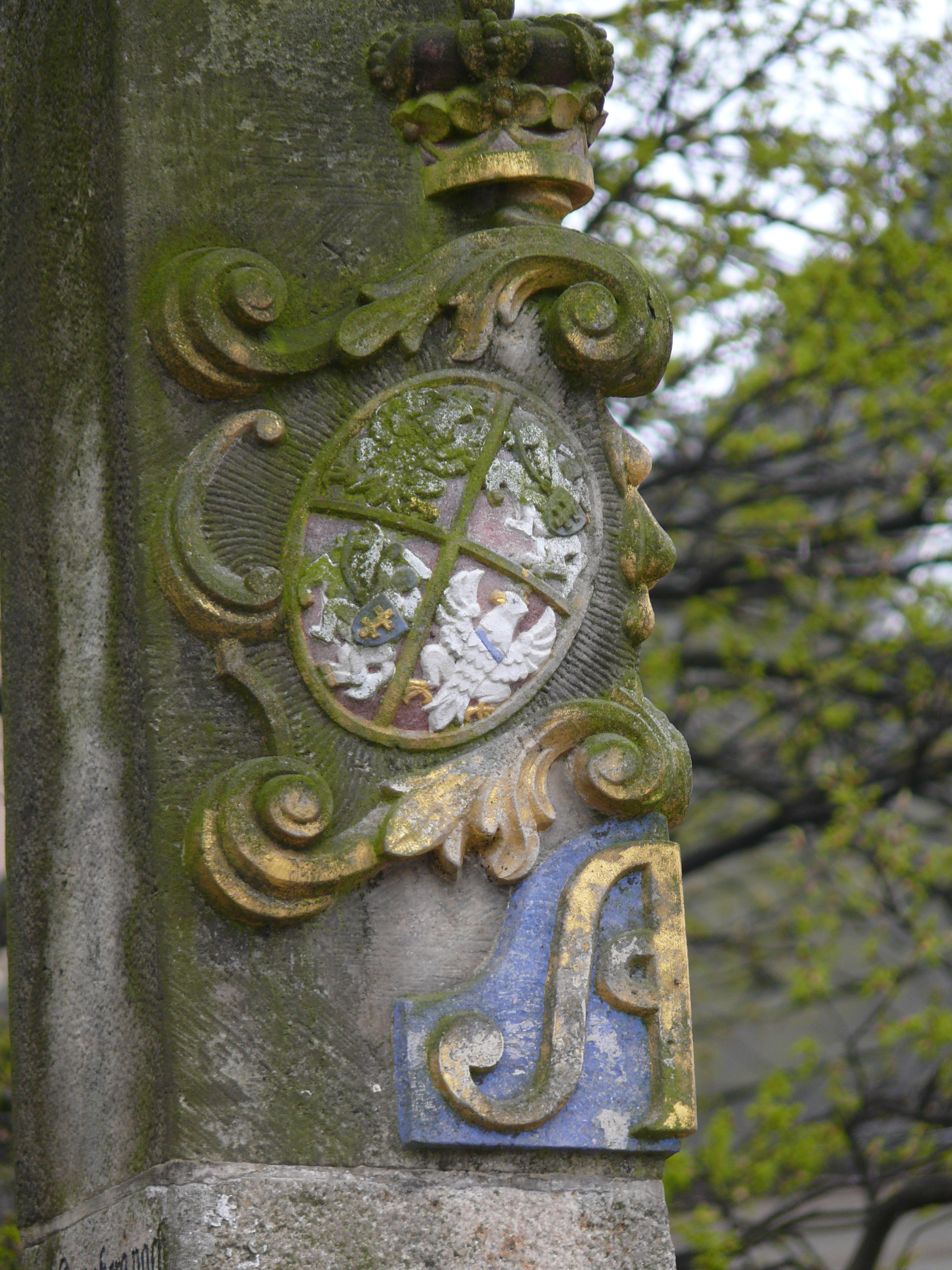
Herb Rzeczypospolitej na słupie dystansowym przy Wolkensteiner Straße

- Dwa pocztowe słupy dystansowe z 1727 r. z herbami Polski i Saksonii oraz monogramem króla Polski Augusta II Mocnego w Annabergu: na Köselitzplatz (przy dawnej Bramie Czeskiej) i przy Wolkensteiner Straße (przy dawnej Bramie Wolkensteinskiej)
- Kościół św. Anny (St.-Annen) – późnogotycki z lat 1499–1525, halowy
- Kościół św. Marii (St. Marien) – z 1502 roku
- Kościół Krzyża Świętego (katolicki) z l. 1843-1844
- Ratusz miejski barokowy z XVIII w.
- Gmach teatru Eduarda von Wintersteina z l. 1891-1893
- Kościół św. Katarzyny z XVI w.
- Dworzec kolejowy Annaberg-Buchholz-Mitte z 1902 r.

W mieście znajdują się trzy protestanckie kościoły. Wśród nich najbardziej znany jest kościół pod wezwaniem św. Anny.

## Ludzie związani z miastem
Ważną historyczną postacią dla miasta jest Barbara Uthmann. Nie jest jednak pewne, czy w 1514 przyszła na świat tutaj czy w Elterlein. W dniu 10 listopada 1886 w mieście stanęła jej podobizna z brązu przygotowana przez drezdeńskiego rzeźbiarza Eduarda Roberta Henze. Umieszczono ją na środku fontanny jako wyraz uznania dla Uthmann, uważanej za inicjatorkę drugiego (po wydobyciu srebra) boomu przemysłowego w historii Rudaw. W 1942 figurę przetopiono na broń. W dniu 12 listopada 1998, po przeprowadzeniu dwóch głosowań, zdecydowano o ponownym wzniesieniu pomnika. Po 10 latach zbiórki publicznej, 2 października 2002, na rynku w Annaberg-Buchholz odsłonięto replikę pomnika. Rodzina Uthmannów urządziła w mieście zjazd rodzinny.
W 2002 w istniejącym w mieście Muzeum Adama Riesa otwarto wystawę o życiu Barbary Uthmann. W późnogotyckim kościele św. Anny w latach 1883–1896 powstał witraż u pamięci Barbary Uthmann. W jednym z okien widoczna jest kobieta stojącą obok koronki klockowej. Witraż został zaprojektowany przez A. Wintersteina na podstawie pomnika na fontannie. Naprzeciw kościoła znajduje się Muzeum Rudaw, które przechowuje drewniane popiersie Barbary Uthmann wykonane w 1932 przez rzeźbiarza Paula Schneidera. W 2014 zorganizowano obchody 500-lecia urodziny Barbary Uthmann. Przygotowano całoroczny program uroczystości rocznicowych. W końcu sierpnia w Annaberg-Buchholz odbyły się centralne trzydniowe obchody. Świętowano na terenie całych Rudaw, i po stronie niemieckiej, i po stronie czeskiej. Celem było pogłębienie współpracy pomiędzy miastami partnerskimi Annaberg-Buchholz i Chomutov w celu zachowania wspólnego dziedzictwa kulturowego. Zorganizowano konferencję dla przedsiębiorców, wystawy stałe i czasowe o bohaterce i gospodarce regionu, zaprezentowane w Muzeum Rudaw, spotkania nt. historii regionu i koronki klockowej, pokazy pracy osób wykonujących koronki klockowe, rekonstrukcje historyczne, koncerty i festyn rodzinny.

## Gospodarka
W mieście rozwinął się przemysł papierniczy, elektrotechniczny oraz metalowy.

## Współpraca
Miejscowości partnerskie:
- Czechy: Chomutov
- Estonia: Paide
- Hesja: Seeheim-Jugenheim (dzielnica Cunersdorf)
- Bawaria: Weiden in der Oberpfalz

## Galeria

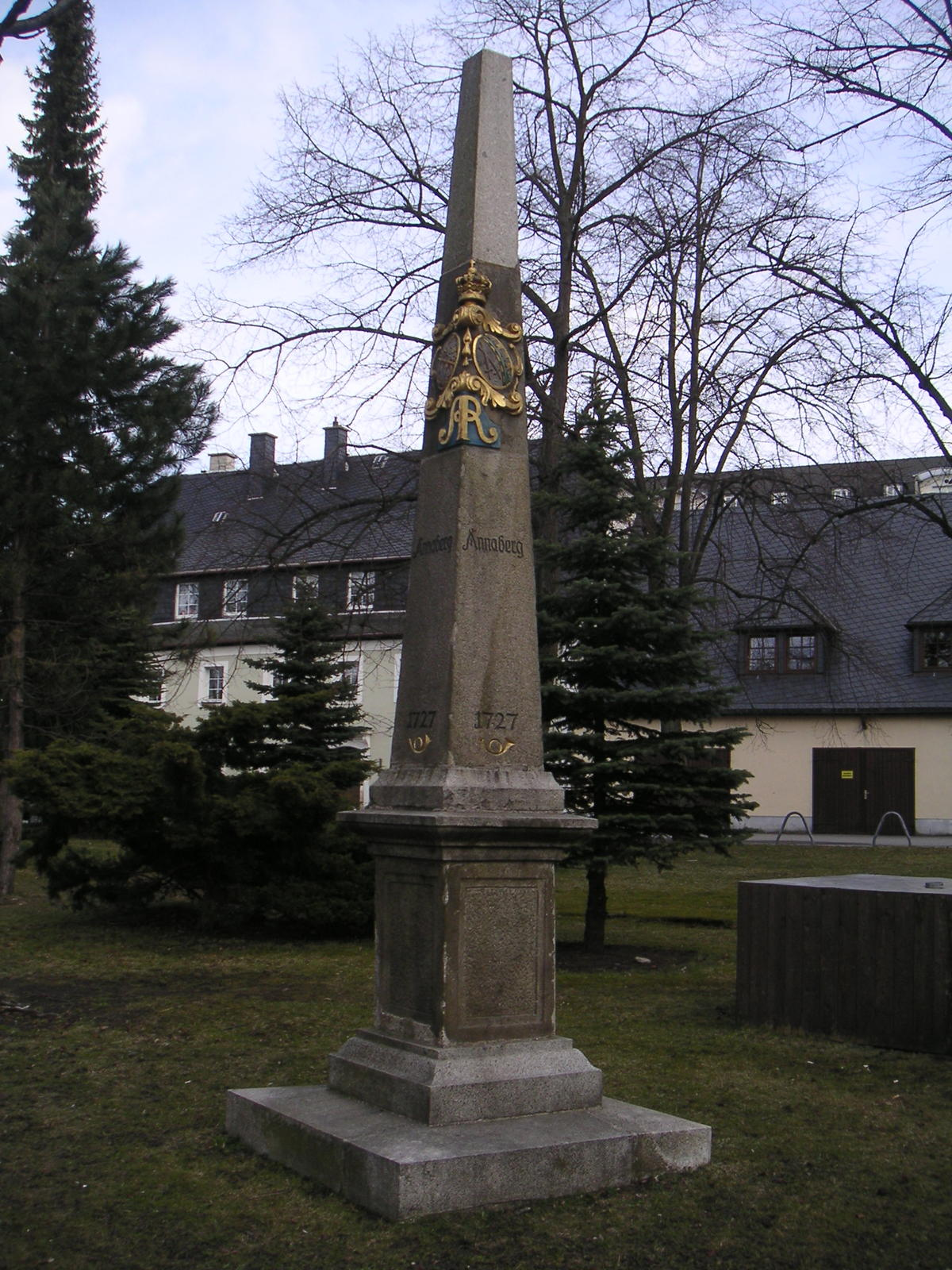
Słup dystansowy na Köselitzplatz
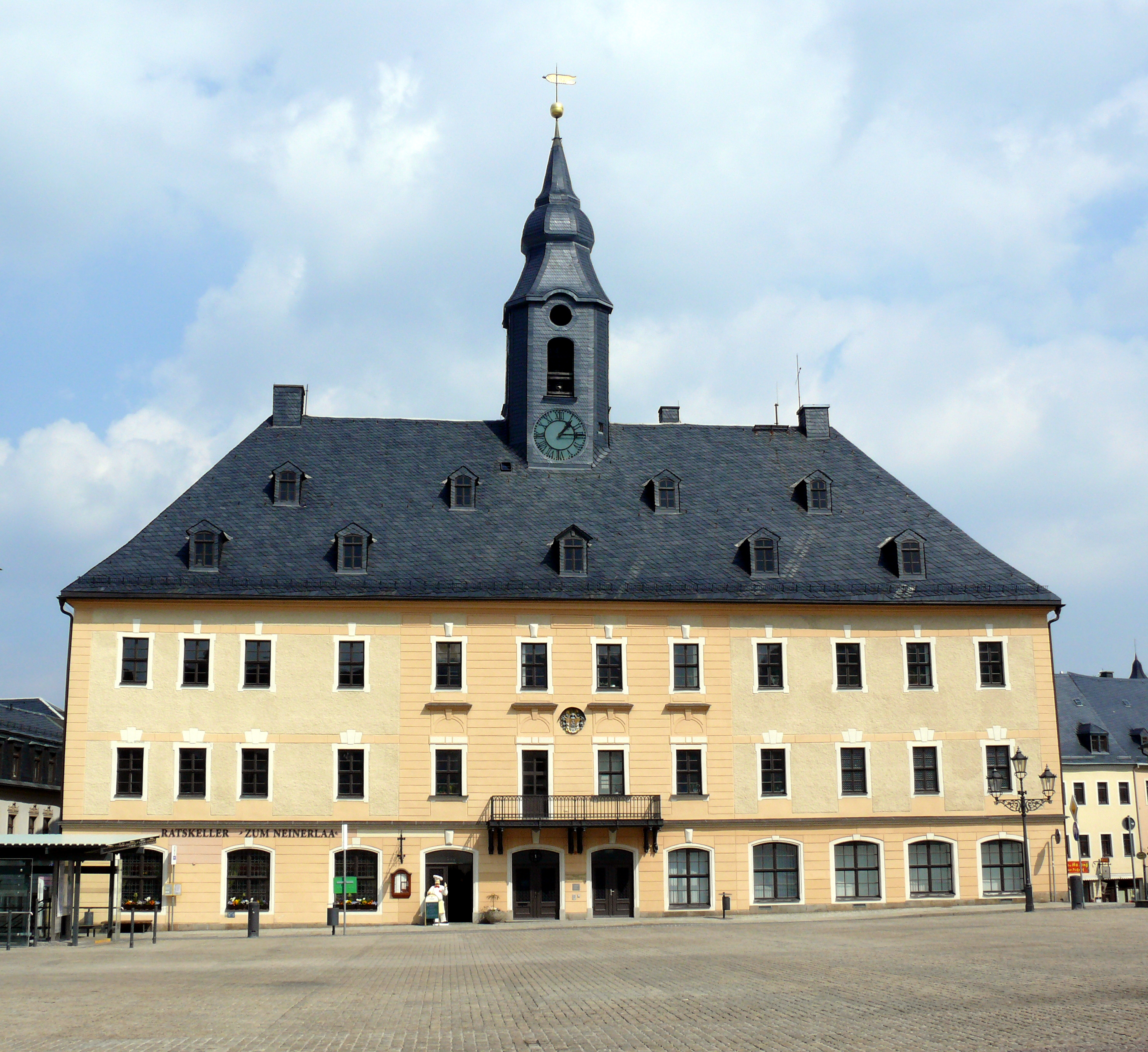
Ratusz
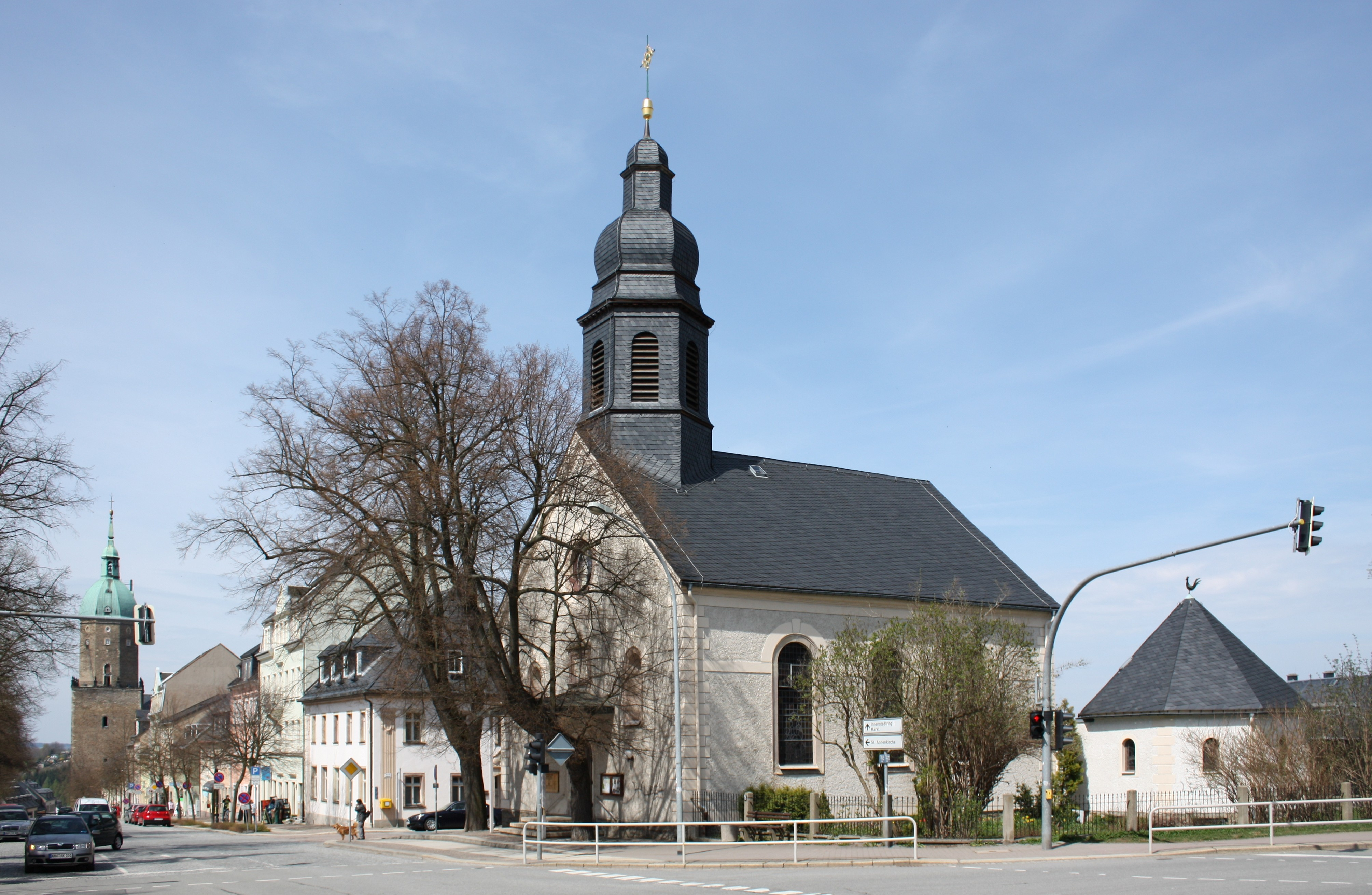
Kościół Krzyża Świętego
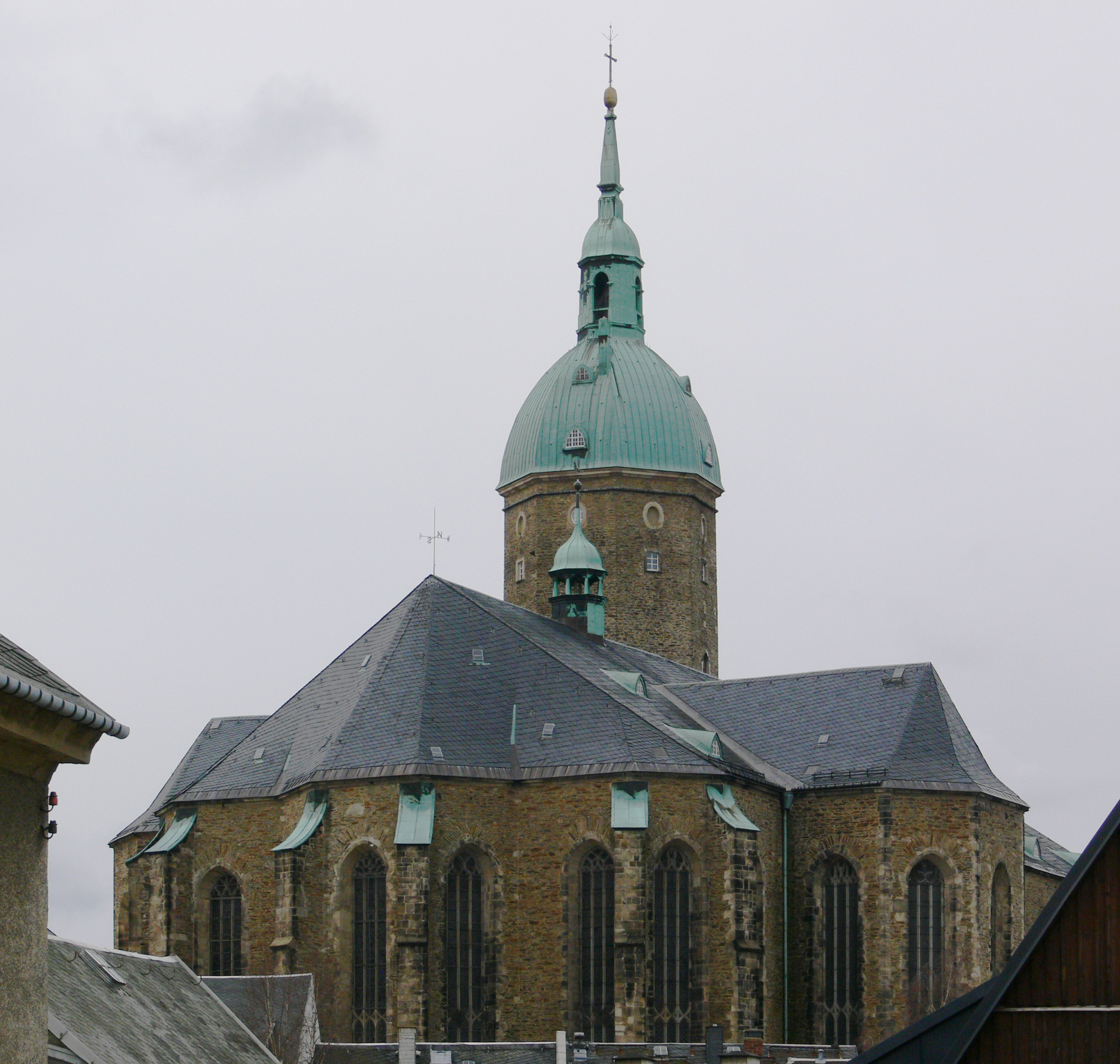
Kościół św. Anny
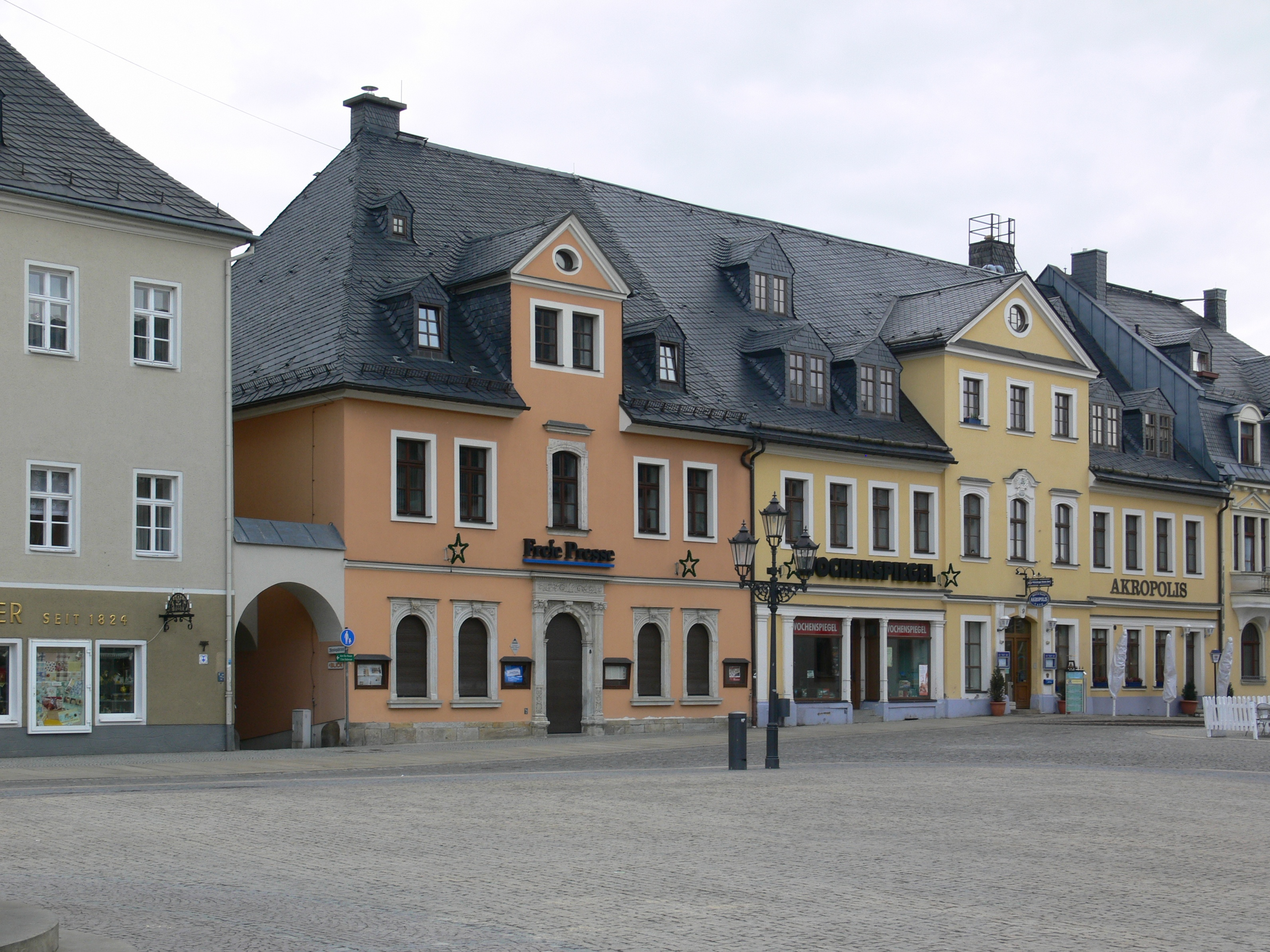
Kamienice przy rynku
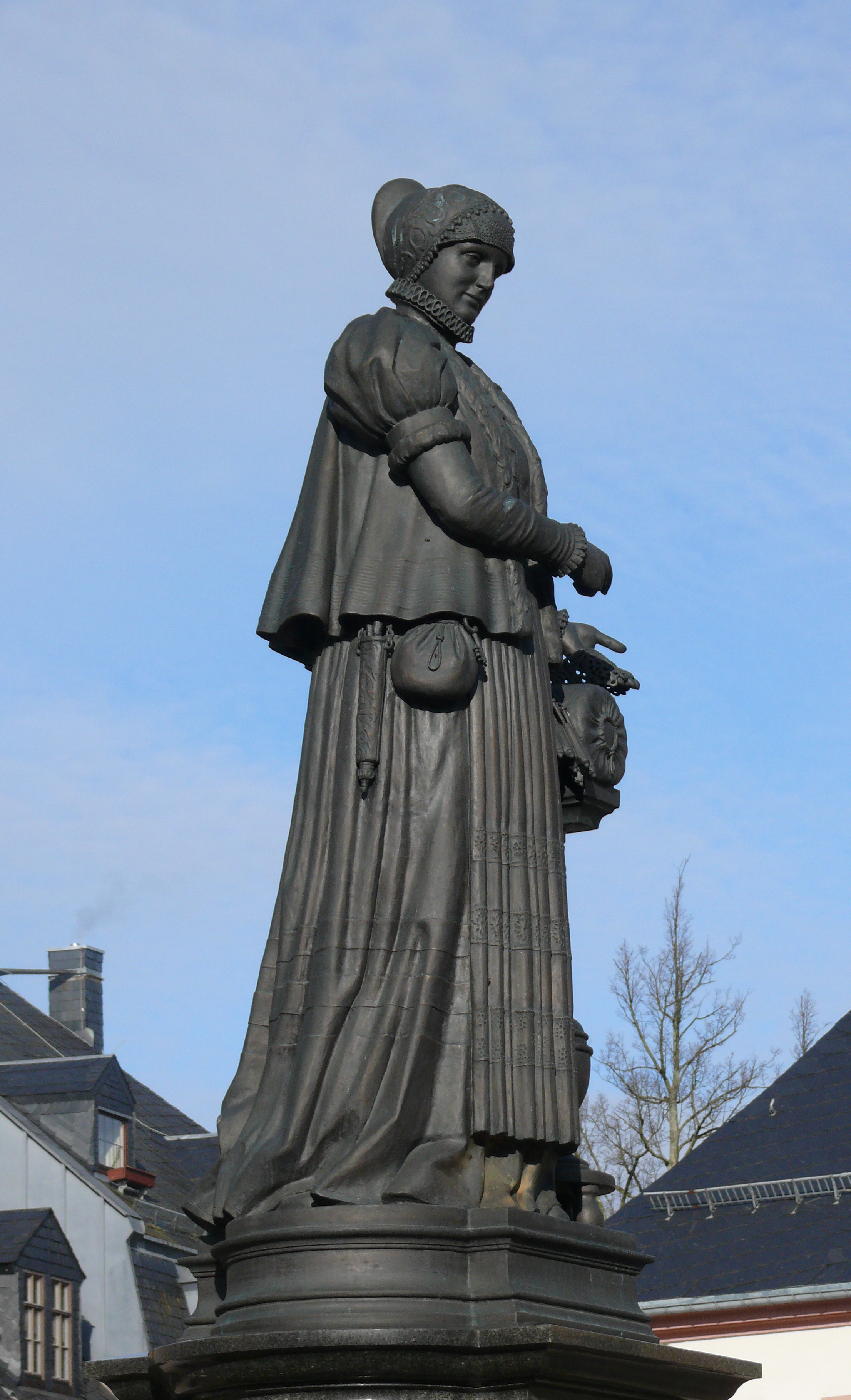
Pomnik Barbary Uthmann w Annaberg-Buchholz